# Lamin

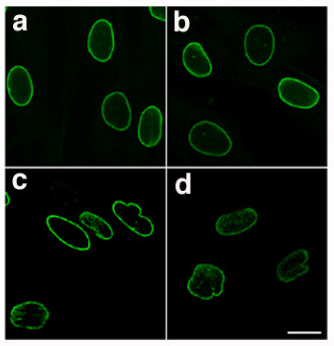
Laminy A a C na snímku z konfokálního mikroskopu; tenký optický řez buňkami. Horní dvě fotografie: zdravý jedinec; spodní dvě fotografie: nemocný (laminopatie)

Laminy jsou proteiny tvořící hustou síť intermediárních filament na vnitřním povrchu buněčného jádra, tzv. jadernou laminu. Vyztužují tak jadernou membránu a chrání tím jádro. Dosahují velikosti kolem 60–70 kDa a strukturně se podobají dalším proteinům intermediárních filament – mají centrální podlouhlou část tvořenou čtyřmi α-helikálními částmi a globulární N-terminální a C-terminální domény. Monomery laminů se skládají do dimerů, ty do tetramerů a ty do dlouhých vláken tvořících jadernou laminu.

## Klasifikace
Laminů je několik typů:
- Laminy typu A – díky alternativnímu sestřihu z nich vznikají:
  - laminy A
  - laminy C
- Laminy typu B
  - laminy B

## Onemocnění
Mutace v lidských genech kódujících laminy mohou vést k závažným onemocněním, tzv. laminopatiím. Patří k nim Emeryho-Dreifussova muskulární dystrofie (EDMD) či familiární lipodystrofie či Hutchinsonův-Gilfordův syndrom (tzv. progerie).